# Sedze-Maubecq
Pour les articles homonymes, voir Maubecq (homonymie).
Pour l’article ayant un titre homophone, voir Maubec.
Sedze-Maubecq (en béarnais Sètza-Maubèc ou Sèdzẹ-Maubèc) est une commune française située dans le département des Pyrénées-Atlantiques, en région Nouvelle-Aquitaine.

## Géographie

### Localisation
La commune de Sedze-Maubecq se trouve dans le département des Pyrénées-Atlantiques, en région Nouvelle-Aquitaine.
Elle se situe à 26 km par la route de Pau, préfecture du département, et à 14 km de Morlaàs, bureau centralisateur du canton du Pays de Morlaàs et du Montanérès dont dépend la commune depuis 2015 pour les élections départementales. 
La commune fait en outre partie du bassin de vie de Pau.
Les communes les plus proches sont : 
Bédeille (2,1 km), Lespourcy (2,2 km), Urost (2,4 km), Lombia (2,7 km), Villenave-près-Béarn (2,8 km), Baleix (2,9 km), Escaunets (3,9 km), Séron (4,0 km).
Sur le plan historique et culturel, Sedze-Maubecq fait partie de la province du Béarn, qui fut également un État et qui présente une unité historique et culturelle à laquelle s’oppose une diversité frappante de paysages au relief tourmenté.

### Communes limitrophes
Les communes limitrophes sont  Baleix, Bédeille, Lespourcy, Lombia, Momy et Villenave-près-Béarn.
|           | Baleix        | Momy                                   |
| Lespourcy | Sedze-Maubecq | Villenave-près-Béarn (Hautes-Pyrénées) |
|           | Lombia        | Bédeille                               |

### Hydrographie

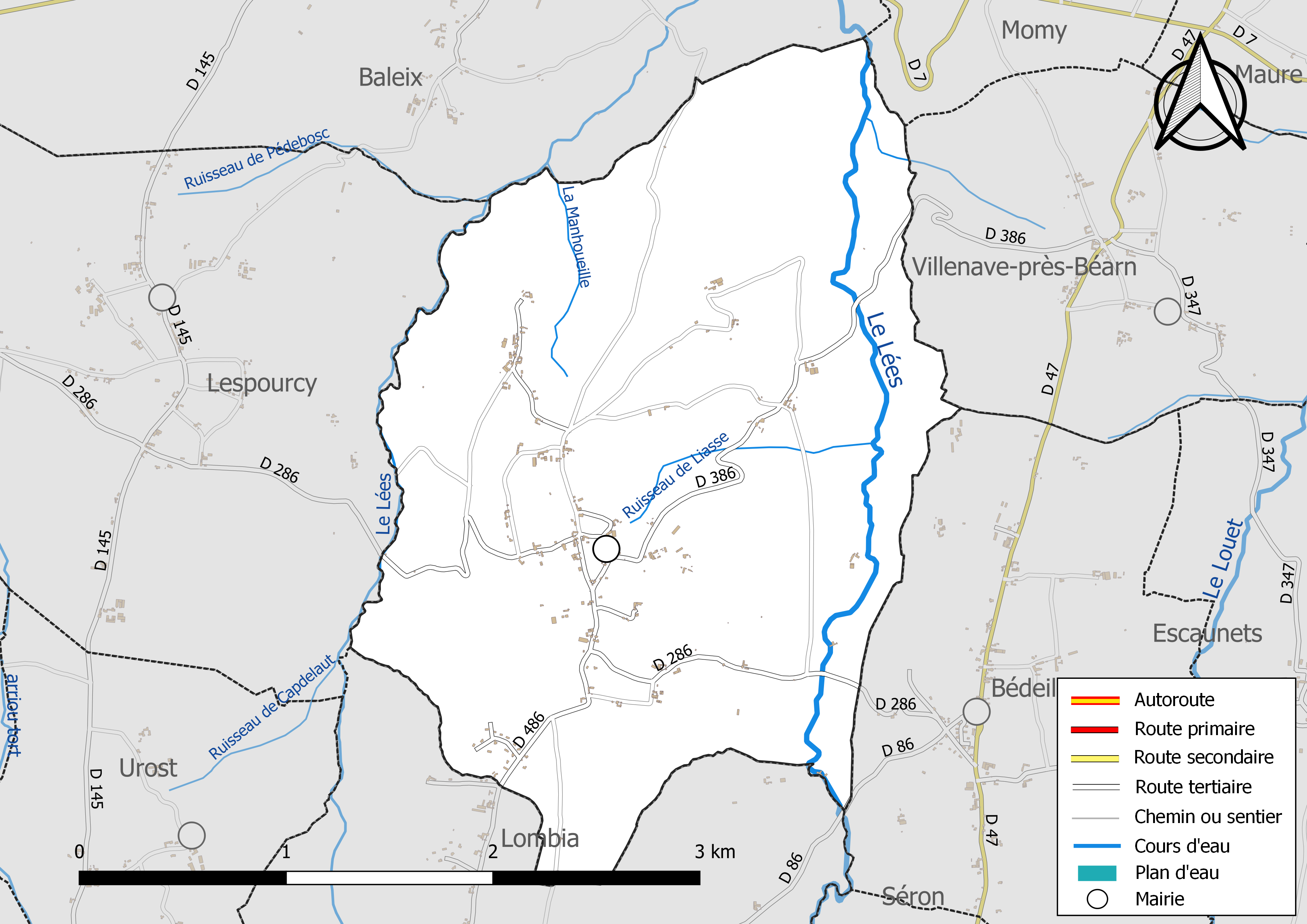
Réseaux hydrographique et routier de Sedze-Maubecq.

La commune est drainée par le Léez, la Manhoueille, le ruisseau de Liasse et par divers petits cours d'eau, constituant un réseau hydrographique de 8 km de longueur totale,.
Le Léez (56 km) prend sa source dans la commune de Gardères, s'écoule du sud vers le nord et traverse le territoire communal dans sa partie est. Il se jette dans l'Adour à Barcelonne-du-Gers, après avoir traversé 31 communes.

### Climat
Pour des articles plus généraux, voir Climat de la Nouvelle-Aquitaine et Climat des Pyrénées-Atlantiques.
Historiquement, la commune est exposée à un climat de montagne.  
En 2020, Météo-France publie une typologie des climats de la France métropolitaine dans laquelle la commune est toujours exposée à un climat de montagne et est dans la région climatique Pyrénées atlantiques, caractérisée par une pluviométrie élevée (>1 200 mm/an) en toutes saisons, des hivers très doux (7,5 °C en plaine) et des vents faibles.
Pour la période 1971-2000, la température annuelle moyenne est de 12,5 °C, avec une amplitude thermique annuelle de 14,4 °C. Le cumul annuel moyen de précipitations est de 1 165 mm, avec 11,4 jours de précipitations en janvier et 8,5 jours en juillet. Pour la période 1991-2020, la température moyenne annuelle observée sur la station météorologique la plus proche, située sur la commune de Ger à 13 km à vol d'oiseau, est de 12,4 °C et le cumul annuel moyen de précipitations est de 1 344,5 mm,. Pour l'avenir, les paramètres climatiques de la commune estimés pour 2050 selon différents scénarios d'émission de gaz à effet de serre sont consultables sur un site dédié publié par Météo-France en novembre 2022.

### Milieux naturels et biodiversité
Aucun espace naturel présentant un intérêt patrimonial n'est recensé sur la commune dans l'inventaire national du patrimoine naturel,,.

## Urbanisme

### Typologie
Au 1er janvier 2024, Sedze-Maubecq est catégorisée commune rurale à habitat dispersé, selon la nouvelle grille communale de densité à sept niveaux définie par l'Insee en 2022.
Elle est située hors unité urbaine. Par ailleurs la commune fait partie de l'aire d'attraction de Pau, dont elle est une commune de la couronne,. Cette aire, qui regroupe 227 communes, est catégorisée dans les aires de 200 000 à moins de 700 000 habitants,.

### Occupation des sols

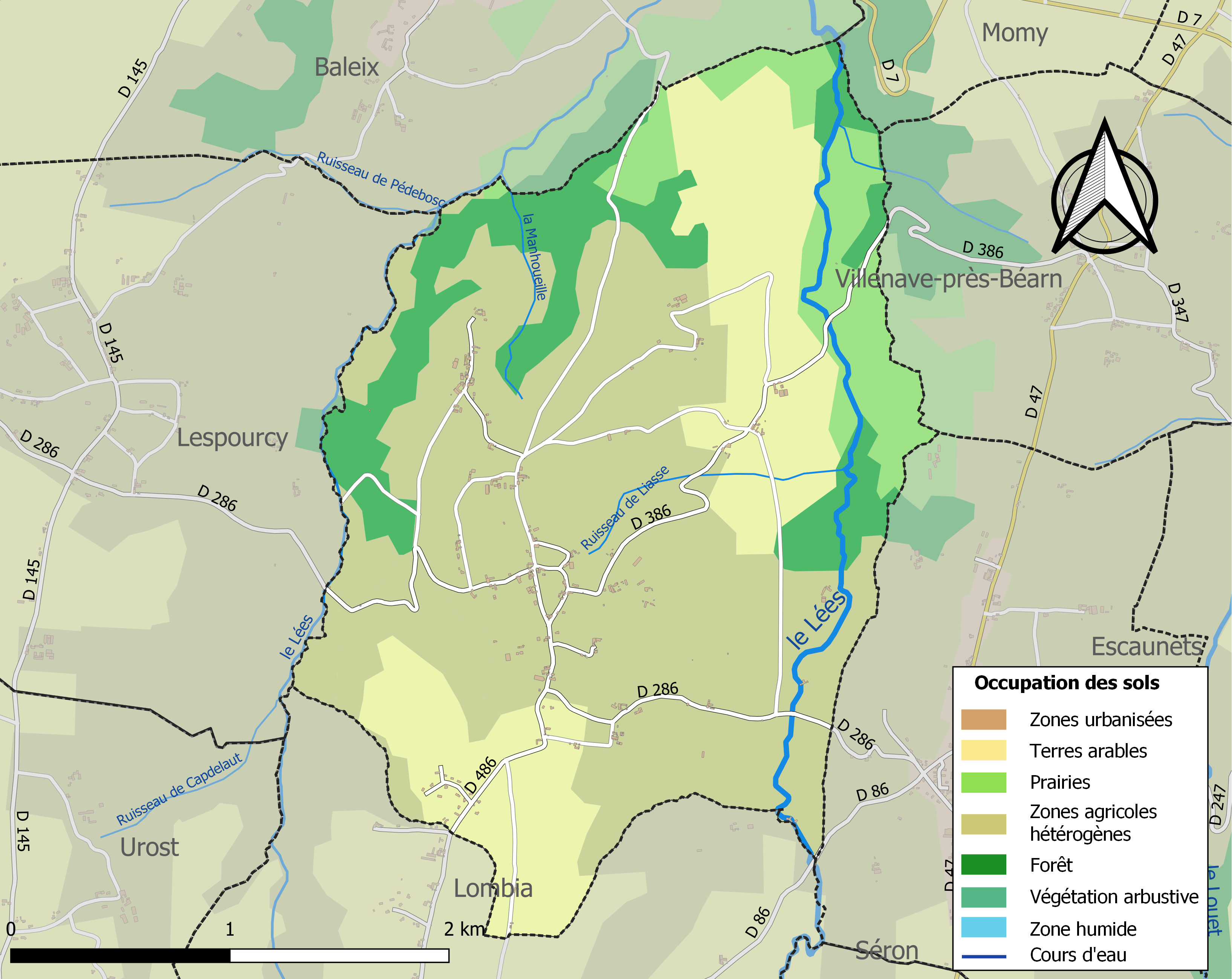
Carte des infrastructures et de l'occupation des sols de la commune en 2018 (CLC).

L'occupation des sols de la commune, telle qu'elle ressort de la base de données européenne d’occupation biophysique des sols Corine Land Cover (CLC), est marquée par l'importance des territoires agricoles (87,4 % en 2018), une proportion identique à celle de 1990 (87,4 %). La répartition détaillée en 2018 est la suivante : 
zones agricoles hétérogènes (54,6 %), terres arables (24 %), forêts (12,6 %), prairies (8,9 %). L'évolution de l’occupation des sols de la commune et de ses infrastructures peut être observée sur les différentes représentations cartographiques du territoire : la carte de Cassini (XVIIIe siècle), la carte d'état-major (1820-1866) et les cartes ou photos aériennes de l'IGN pour la période actuelle (1950 à aujourd'hui).

### Lieux-dits et hameaux
- les Angles ;
- Maubecq ;
- Sedze : Capet, Then, Village.

### Voies de communication et transports
La commune est desservie par les routes départementales 286 et 486.

### Risques majeurs
Le territoire de la commune de Sedze-Maubecq est vulnérable à différents aléas naturels : météorologiques (tempête, orage, neige, grand froid, canicule ou sécheresse), inondations et séisme (sismicité modérée). Il est également exposé à un risque technologique,  le transport de matières dangereuses. Un site publié par le BRGM permet d'évaluer simplement et rapidement les risques d'un bien localisé soit par son adresse soit par le numéro de sa parcelle.

#### Risques naturels
Certaines parties du territoire communal sont susceptibles d’être affectées par le risque d’inondation par une crue à  débordement lent de cours d'eau, notamment le Léez. La commune a été reconnue en état de catastrophe naturelle au titre des dommages causés par les inondations et coulées de boue survenues en 1982, 1990, 1993, 2008 et 2009,.

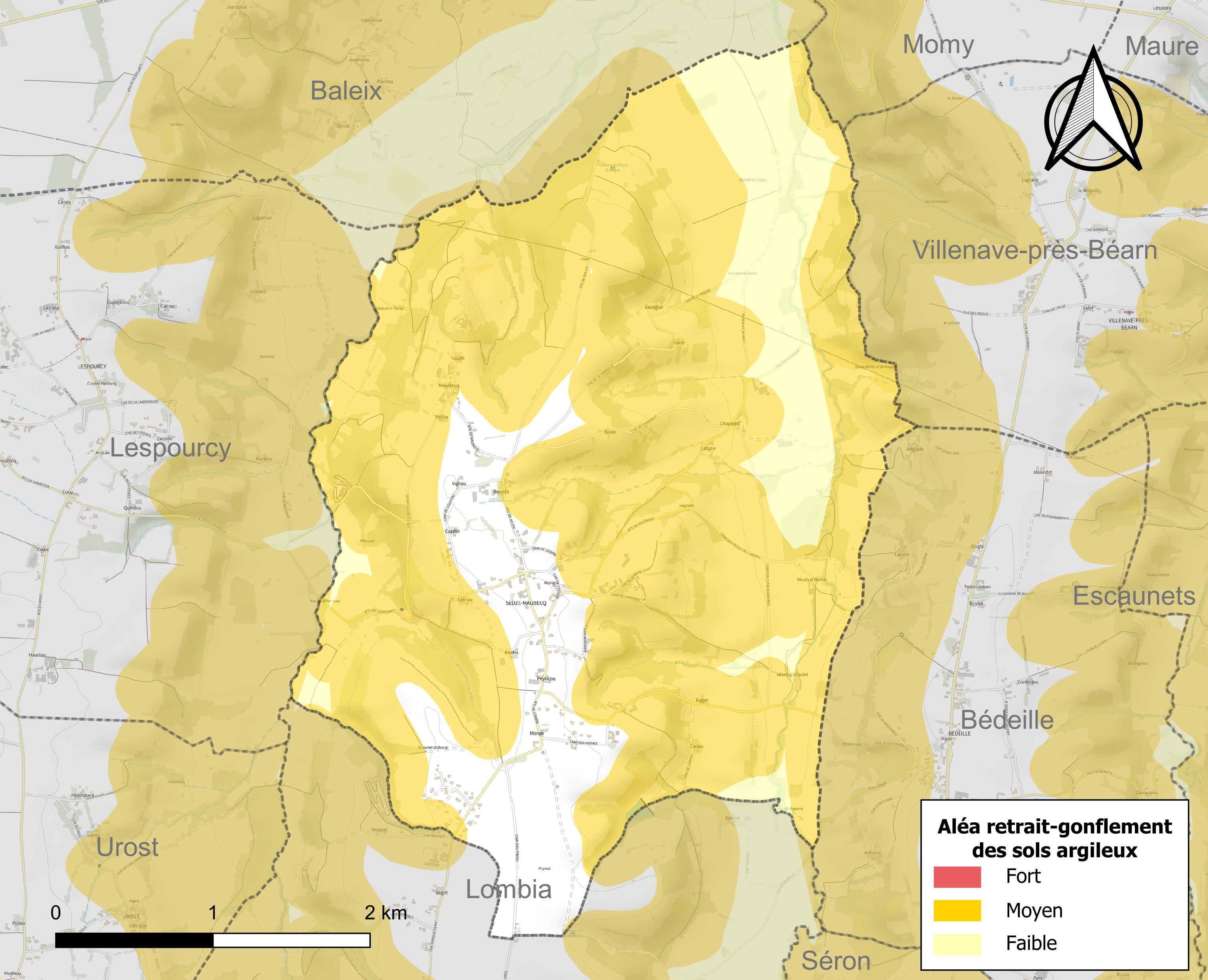
Carte des zones d'aléa retrait-gonflement des sols argileux de Sedze-Maubecq.

Le retrait-gonflement des sols argileux est susceptible d'engendrer des dommages importants aux bâtiments en cas d’alternance de périodes de sécheresse et de pluie. 73,8 % de la superficie communale est en aléa moyen ou fort (59 % au niveau départemental et 48,5 % au niveau national). Depuis le 1er octobre 2020, en application de la loi ELAN, différentes contraintes s'imposent aux vendeurs, maîtres d'ouvrages ou constructeurs de biens situés dans une zone classée en aléa moyen ou fort,.

## Toponymie
Le toponyme Sedze apparaît sous les formes Villa quœ dicitur Cedza (XIe siècle, cartulaire de l'abbaye de Saint-Pé), Setze (XIe – XIVe siècle, Anciens Fors), Setze (1290, titres de Béarn), Sexse (XIIIe siècle, fors de Béarn), 
Sedse (1402, censier de Béarn), Setsa (1429, censier de Bigorre) et Sedza (1546, réformation de Béarn).
Le toponyme Maubecq, ancien hameau de Sedze, apparaît sous les formes Malbeg (1170, titres de Barcelone), 
Malbec (XIIe siècle, cartulaire de Lescar), Maubecq (1546, réformation de Béarn) et Maubec (1801, Bulletin des lois et 1863, dictionnaire topographique Béarn-Pays basque).
Le nom béarnais de la commune est Sètza-Maubèc ou Sèdzẹ-Maubèc.
Sedze viendrait de "Sède", qui indique un "lieu de repos" pour les voyageurs ou pèlerins. Maubecq, situé à l'extrémité d'une serre ou d'un élément de plateau avancé, signifierait "mauvaise hauteur" à grimper[réf. nécessaire].
Les Angles, ancien hameau, est mentionné en 1675(réformation de Béarn).

## Histoire
Paul Raymond note qu'en 1385, Sedze comptait dix-sept feux et Maubecq six. Les deux communes dépendaient du bailliage de Montaner.
Maubecq s'est unie à Sedze le 13 février 1845.
Le village fut autrefois très actif au point de vue artisanal et comptait tisserands, fileuses, tailleurs, menuisiers, forgerons, sabotiers.

## Politique et administration
| Période                                  | Période  | Identité            | Étiquette | Qualité |
| ---------------------------------------- | -------- | ------------------- | --------- | ------- |
| Les données manquantes sont à compléter. |          |                     |           |         |
| 1995                                     | 2001     | Pierre-Edmond Pouts |           |         |
| 2001                                     | 2014     | Marie-Rose Touya    |           |         |
| 2014                                     | En cours | Patrick Baylere     |           |         |

### Intercommunalité
Sedze-Maubecq fait partie de cinq structures intercommunales :
- le SIVOM des trois collines ;
- le SIVOM du canton de Montaner ;
- le syndicat d'énergie des Pyrénées-Atlantiques ;
- le syndicat intercommunal d'alimentation en eau potable (SIAEP) du Vic-Bilh Montanérès ;
- le syndicat intercommunal d'alimentation en eau potable Luy - Gabas - Lées.

La commune accueille le siège du SIVOM des trois collines.

## Population et société

### Démographie
L'évolution du nombre d'habitants est connue à travers les recensements de la population effectués dans la commune depuis 1793. Pour les communes de moins de 10 000 habitants, une enquête de recensement portant sur toute la population est réalisée tous les cinq ans, les populations de référence des années intermédiaires étant quant à elles estimées par interpolation ou extrapolation. Pour la commune, le premier recensement exhaustif entrant dans le cadre du nouveau dispositif a été réalisé en 2005.

En 2022, la commune comptait 228 habitants, en évolution de −15,56 % par rapport à 2016 (Pyrénées-Atlantiques : +3,78 %, France hors Mayotte : +2,11 %).
| 1793 | 1800 | 1806 | 1821 | 1831 | 1836 | 1841 | 1846 | 1851 |
| ---- | ---- | ---- | ---- | ---- | ---- | ---- | ---- | ---- |
| 401  | 429  | 773  | 464  | 507  | 514  | 573  | 594  | 484  |

| 1856 | 1861 | 1866 | 1872 | 1876 | 1881 | 1886 | 1891 | 1896 |
| ---- | ---- | ---- | ---- | ---- | ---- | ---- | ---- | ---- |
| 497  | 505  | 438  | 405  | 411  | 415  | 392  | 365  | 373  |

| 1901 | 1906 | 1911 | 1921 | 1926 | 1931 | 1936 | 1946 | 1954 |
| ---- | ---- | ---- | ---- | ---- | ---- | ---- | ---- | ---- |
| 356  | 330  | 309  | 276  | 267  | 259  | 255  | 250  | 239  |

| 1962 | 1968 | 1975 | 1982 | 1990 | 1999 | 2005 | 2006 | 2010 |
| ---- | ---- | ---- | ---- | ---- | ---- | ---- | ---- | ---- |
| 235  | 201  | 192  | 200  | 199  | 191  | 190  | 189  | 198  |

| 2015 | 2020 | 2022 | - | - | - | - | - | - |
| ---- | ---- | ---- | - | - | - | - | - | - |
| 266  | 240  | 228  | - | - | - | - | - | - |

Sedze-Maubecq fait partie de l'aire d'attraction de Pau.

## Culture locale et patrimoine

### Patrimoine civil
À Maubecq, les vestiges d'un ensemble fortifié du XIe siècle témoignent du passé ancien de la commune.
La demeure dite château d'Augerot date de la fin du XVIIIe siècle.
La commune présente un ensemble de fermes des XVIIIe et XIXe siècles.
L'église romane, dominée par une tour carrée, se dresse au milieu d'une enceinte fortifiée. À côté, se trouve l'humble château d'Augerot de la fin du XVIIIe siècle, qui est en fait une ancienne abbaye laïque.

### Patrimoine religieux
À Sedze, l'église Saint-Julien-de-Lescar date partiellement du XIe siècle. L'église Saint-Pierre, à Maubecq, est quant à elle un édifice du XVIIIe siècle. Ces églises recèlent du mobilier,, des tableaux et des objets inscrits à l'Inventaire général du patrimoine culturel.

## Équipements
Éducation
Sedze-Maubecq dispose d'une école élémentaire.